# Walter von Pückler

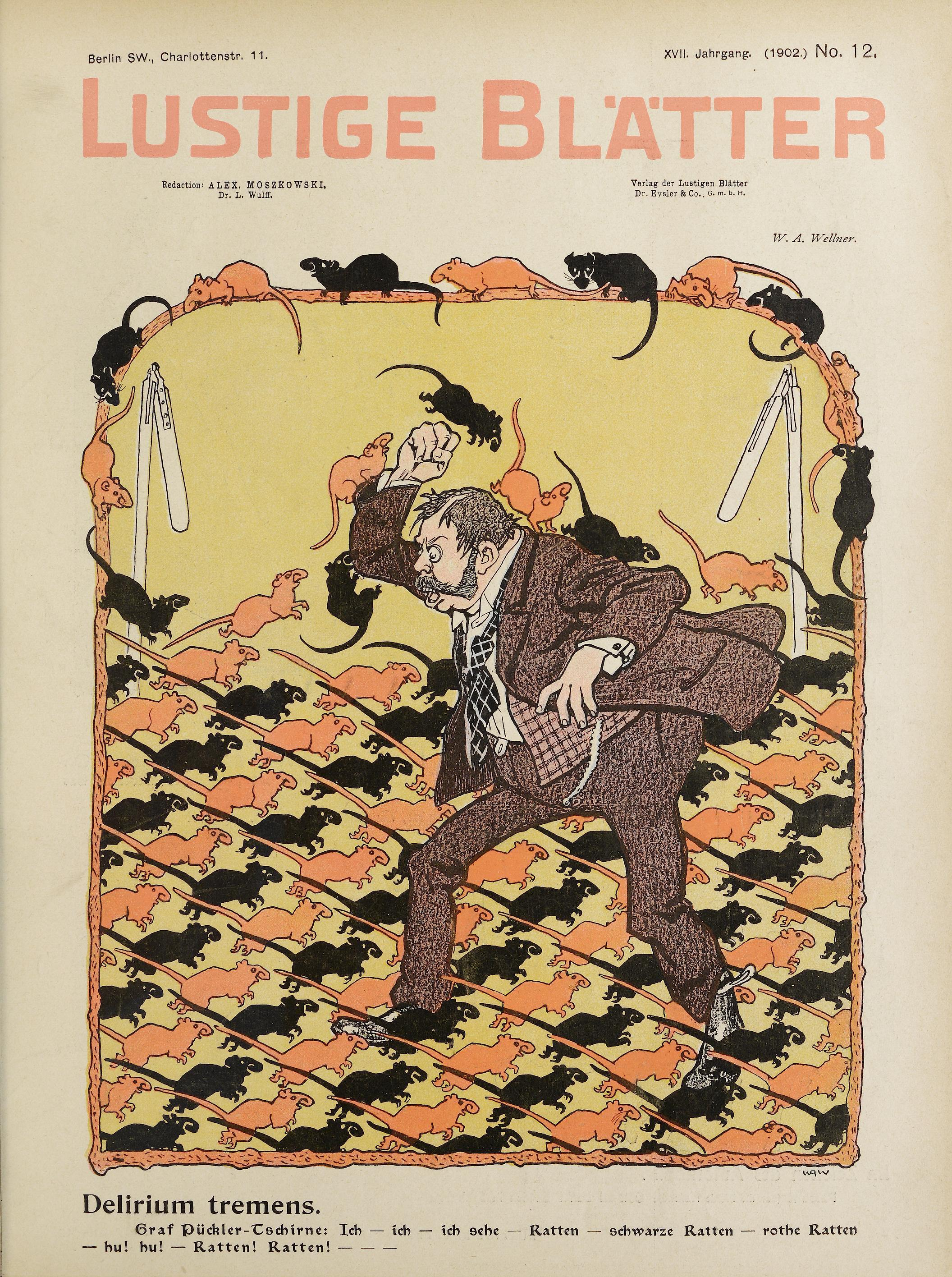
Pückler (mit Dreschflegeln im Hintergrund) auf der Titelseite einer Ausgabe der Lustigen Blätter von 1902. Karikatur von W. A. Wellner.

Albrecht Erdmann Walter Graf von Pückler-Tschirn (geboren 9. Oktober 1860 in Rogau; gestorben 23. August 1924 in Breslau) war ein deutscher Jurist und Rittergutsbesitzer. Er war einer der aggressivsten und berüchtigtsten Antisemiten im Deutschen Kaiserreich.

## Leben

### Herkunft und Familie
Walter Graf von Pückler war der Sohn von Erdmann Julius Hugo Graf von Pückler (1810–1897) und dessen Ehefrau Bertha Gräfin von Pückler (1825–1910). Sein älterer Bruder war der Hofmarschall des deutschen Kaisers, Maximilian Graf Pückler zu Rogau-Rosenau (1851–1921).
Am 14. Oktober 1891 heiratete er in Schönberg Luise Kriska von Zastrow (* 28. Juli 1870), eine Enkelin des Hamburger Reeders Gloman, die er des Öfteren misshandelte. Da ihm seine Frau zu wenig Einkommen einbrachte, ließ er sich 1903 scheiden. Schon einen Tag nach erfolgter Scheidung starb der Reeder Gloman und Pücklers Ex-Frau erbte ein sehr großes Vermögen.

### Karriere
1882 schloss er die Schule erfolgreich mit dem Abitur ab. 1887 bestand er das Referendarexamen und promovierte 1888 in Heidelberg. Nachfolgend arbeitete er als Rechtsanwalt. Er war auch Rittergutsbesitzer des Gutes Klein-Tschirne bei Glogau und königlicher Amtsvorsteher.
Im Deutschen Kaiserreich war Pückler als einer der berüchtigtsten antisemitischen Agitatoren tätig und versuchte über Jahrzehnte hinweg, die deutsche Bevölkerung antisemitisch aufzustacheln. Er wurde als Dreschgraf bezeichnet, da er in einer antisemitischen Rede sagte, dass Juden mit dem Dreschflegel zu verdreschen seien. Nach einer Anzeige behauptete er, dass die Aussage nur bildlich gemeint gewesen sei. Pückler wurde 1899 von der Glogauer Strafkammer freigesprochen. Nachdem er mutwillig die Feldbahn eines Gutsnachbarn zerstört hatte, flüchtete er in die Schweiz. Nach seiner Rückkehr wurde er zu einer Gefängnisstrafe verurteilt, konnte dieser aber durch das Einwirken seines Bruders entgehen. Auf seinem Heimatgut konnte er aber nicht mehr leben, da er von den Bewohnern seines Gutsbezirks mit Prügeln bedroht wurde. Dazu meinte er: „Ich will von den dummen Bauern nichts wissen und gehe nach Berlin!“, wo er auch tatsächlich hinzog. Dort war er mit Hilfe des antisemitischen Abgeordneten Wilhelm Bruhn Herausgeber der antisemitischen Zeitschrift Retter aus der Judennot. Auch betätigte er sich weiter an antisemitischen Hetzreden und wurde mehrmals vom Centralverein deutscher Staatsbürger jüdischen Glaubens angezeigt. Bei einem dieser Prozesse versuchte er den Richter Karl Kranzow zu einem Duell zu überreden. Für seine gegen Juden gerichteten Mordaufrufe wurde er 1906 vom Juwelenhändler Leopold Levi aus Frankfurt am Main zusammengeschlagen. 1908 ließ die Familie Pückler entmündigen, als verrückt einstufen und in ein Irrenhaus bei München einliefern. Er verschwand danach allmählich aus der öffentlichen Wahrnehmung. Nach der Novemberrevolution konnte er aus der Irrenanstalt fliehen und ließ sich bei einem Rittergut in der Nähe von Schweidnitz nieder.
Der spätere Reichspropagandaminister Joseph Goebbels pries Walter von Pückler im Jahre 1929 als Propheten des Antisemitismus.